# بهدر
بهدر (به انگلیسی: Bidher) یک روستا در پاکستان است که در ناحیه چکوال واقع شده‌است.